# ダウンパーマ
ダウンパーマとは、主に直毛男性の髪型のサイドのハチ張り・浮き癖を矯正するパーマ技術の事である。2020年代より浸透し始めた。
発祥地は日本・韓国・中華圏等の極東アジア（諸説有）。

## 概要
日本・韓国・中華圏等の極東アジア人男性に主に使用されており、ダウンパーマは市販の専用液で簡単に行う事ができる。
直毛のアジア人男性はハチ張り（髪型のサイドが膨らんでしまう事）が起きやすく、これまでは刈り上げによるハチ張り修正が行われてきたが、2020年代よりダウンパーマによる矯正が登場し、オンラインや雑誌等でも広く取り上げられるようになった。
DOWNELやDASHUからダウンパーマ専用液が発売されている。
ストレートパーマは浮き癖の矯正には不利であるため、ダウンパーマ液による根本の矯正が必要となる。